# Luemschwiller
Luemschwiller település Franciaországban, Haut-Rhin megyében. Lakosainak száma 747 fő (2022. január 1.). Luemschwiller Hochstatt, Illfurth, Walheim, Tagolsheim, Steinbrunn-le-Haut, Obermorschwiller, Emlingen és Zillisheim községekkel határos.

## Népesség
A település népességének változása:
| Lakosok száma | 729  | 768  | 790  | 777  | 768  | 760  | 751  | 748  | 747  |
|               | 2013 | 2015 | 2016 | 2017 | 2018 | 2019 | 2020 | 2021 | 2022 |